# Cup of Russia
Der Cup of Russia ist ein internationaler Eiskunstlaufwettbewerb, der einen Teil der Grand-Prix-Serie bildet. Er wird vom russischen Eiskunstlaufverband ausgerichtet und findet jedes Jahr im Herbst statt. Die Eiskunstläufer treten in den Disziplinen Einzellauf der Herren, Einzellauf der Damen, Paarlauf und Eistanz gegeneinander an.
Der erste Cup of Russia wurde 1996, bereits als Teil der Grand-Prix-Serie, in Sankt Petersburg ausgetragen. Seit 2009 heißt der Wettbewerb auch Rostelecom Cup (nach dem Sponsor Rostelekom). Bis 2021 fand der Cup of Russia ununterbrochen statt. 2022 wurde er von der Internationalen Eislaufunion als Reaktion auf den russischen Überfall auf die Ukraine abgesagt und ist seither ausgesetzt.

## Medaillengewinner

### Herren
| Jahr | Austragungsort | Gold                    | Silber                  | Bronze                   |
| ---- | -------------- | ----------------------- | ----------------------- | ------------------------ |
| 1996 | St. Petersburg | Alexei Urmanow          | Alexei Jagudin          | Michael Weiss            |
| 1997 | St. Petersburg | Alexei Jagudin          | Jewgeni Pljuschtschenko | Wjatscheslaw Sahorodnjuk |
| 1998 | Moskau         | Alexei Urmanow          | Jewgeni Pljuschtschenko | Alexander Abt            |
| 1999 | St. Petersburg | Jewgeni Pljuschtschenko | Alexander Abt           | Guo Zhengxin             |
| 2000 | St. Petersburg | Jewgeni Pljuschtschenko | Ilja Klimkin            | Matthew Savoie           |
| 2001 | St. Petersburg | Jewgeni Pljuschtschenko | Roman Serow             | Iwan Dinew               |
| 2002 | Moskau         | Jewgeni Pljuschtschenko | Li Chengjiang           | Alexander Abt            |
| 2003 | Moskau         | Jewgeni Pljuschtschenko | Li Chengjiang           | Frédéric Dambier         |
| 2004 | Moskau         | Jewgeni Pljuschtschenko | Johnny Weir             | Zhang Min                |
| 2005 | St. Petersburg | Jewgeni Pljuschtschenko | Stéphane Lambiel        | Johnny Weir              |
| 2006 | Moskau         | Brian Joubert           | Johnny Weir             | Ilja Klimkin             |
| 2007 | Moskau         | Johnny Weir             | Stéphane Lambiel        | Andrei Grjasew           |
| 2008 | Moskau         | Brian Joubert           | Tomáš Verner            | Alban Préaubert          |
| 2009 | Moskau         | Jewgeni Pljuschtschenko | Takahiko Kozuka         | Artjom Borodulin         |
| 2010 | Moskau         | Tomáš Verner            | Patrick Chan            | Jeremy Abbott            |
| 2011 | Moskau         | Yuzuru Hanyū            | Javier Fernández        | Jeremy Abbott            |
| 2012 | Moskau         | Patrick Chan            | Takahiko Kozuka         | Michal Březina           |
| 2013 | Moskau         | Tatsuki Machida         | Maxim Kowtun            | Javier Fernández         |
| 2014 | Moskau         | Javier Fernández        | Sergei Woronow          | Michal Březina           |
| 2015 | Moskau         | Javier Fernández        | Adjan Pitkejew          | Ross Miner               |
| 2016 | Moskau         | Javier Fernández        | Shōma Uno               | Oleksij Bytschenko       |
| 2017 | Moskau         | Nathan Chen             | Yuzuru Hanyū            | Michail Koljada          |
| 2018 | Moskau         | Yuzuru Hanyū            | Moris Qwitelaschwili    | Kazuki Tomono            |
| 2019 | Moskau         | Alexander Samarin       | Dmitri Alijew           | Makar Ignatow            |
| 2020 | Moskau         | Michail Koljada         | Moris Qwitelaschwili    | Pjotr Gumennik           |
| 2021 | Sotschi        | Moris Qwitelaschwili    | Michail Koljada         | Kazuki Tomono            |

### Damen
| Jahr | Austragungsort | Gold                     | Silber                   | Bronze                |
| ---- | -------------- | ------------------------ | ------------------------ | --------------------- |
| 1996 | St. Petersburg | Irina Sluzkaja           | Julia Lautowa            | Olga Markowa          |
| 1997 | St. Petersburg | Irina Sluzkaja           | Olga Markowa             | Surya Bonaly          |
| 1998 | Moskau         | Jelena Sokolowa          | Julija Soldatowa         | Irina Sluzkaja        |
| 1999 | St. Petersburg | Irina Sluzkaja           | Julija Soldatowa         | Jelena Sokolowa       |
| 2000 | St. Petersburg | Irina Sluzkaja           | Jelena Sokolowa          | Sarah Hughes          |
| 2001 | St. Petersburg | Irina Sluzkaja           | Wiktorija Woltschkowa    | Angela Nikodinov      |
| 2002 | Moskau         | Wiktorija Woltschkowa    | Sasha Cohen              | Irina Sluzkaja        |
| 2003 | Moskau         | Olena Ljaschenko         | Carolina Kostner         | Halina Manjatschenko  |
| 2004 | Moskau         | Irina Sluzkaja           | Shizuka Arakawa          | Júlia Sebestyén       |
| 2005 | St. Petersburg | Irina Sluzkaja           | Miki Andō                | Yoshie Onda           |
| 2006 | Moskau         | Sarah Meier              | Júlia Sebestyén          | Yoshie Onda           |
| 2007 | Moskau         | Kim Yuna                 | Yukari Nakano            | Joannie Rochette      |
| 2008 | Moskau         | Carolina Kostner         | Rachael Flatt            | Fumie Suguri          |
| 2009 | Moskau         | Miki Andō                | Ashley Wagner            | Aljona Leonowa        |
| 2010 | Moskau         | Miki Andō                | Akiko Suzuki             | Ashley Wagner         |
| 2011 | Moskau         | Mao Asada                | Aljona Leonowa           | Adelina Sotnikowa     |
| 2012 | Moskau         | Kiira Korpi              | Gracie Gold              | Agnes Zawadzki        |
| 2013 | Moskau         | Julija Lipnizkaja        | Carolina Kostner         | Mirai Nagasu          |
| 2014 | Moskau         | Rika Hongo               | Anna Pogorilaja          | Alaine Chartrand      |
| 2015 | Moskau         | Jelena Radionowa         | Jewgenija Medwedewa      | Adelina Sotnikowa     |
| 2016 | Moskau         | Anna Pogorilaja          | Jelena Radionowa         | Courtney Hicks        |
| 2017 | Moskau         | Jewgenija Medwedewa      | Carolina Kostner         | Wakaba Higuchi        |
| 2018 | Moskau         | Alina Sagitowa           | Sofja Samodurowa         | Lim Eun-soo           |
| 2019 | Moskau         | Alexandra Trussowa       | Jewgenija Medwedewa      | Mariah Bell           |
| 2020 | Moskau         | Jelisaweta Tuktamyschewa | Aljona Kostornaja        | Anastassija Guljakowa |
| 2021 | Sotschi        | Kamila Walijewa          | Jelisaweta Tuktamyschewa | Maija Chromych        |

### Paare
| Jahr | Austragungsort | Gold                                       | Silber                                     | Bronze                                   |
| ---- | -------------- | ------------------------------------------ | ------------------------------------------ | ---------------------------------------- |
| 1996 | St. Petersburg | Mandy Wötzel / Ingo Steuer                 | Marina Jelzowa / Andrei Buschkow           | Oxana Kasakowa / Artur Dmitrijew         |
| 1997 | St. Petersburg | Marina Jelzowa / Andrei Buschkow           | Jewgenia Schischkowa / Wadim Naumow        | Marie Savard-Gagnon / Luc Bradet         |
| 1998 | Moskau         | Jelena Bereschnaja / Anton Sicharulidse    | Shen Xue / Zhao Hongbo                     | Kyoko Ina / John Zimmerman               |
| 1999 | St. Petersburg | Marija Petrowa / Alexei Tichonow           | Shen Xue / Zhao Hongbo                     | Tatjana Totmjanina / Maxim Marinin       |
| 2000 | St. Petersburg | Jelena Bereschnaja / Anton Sicharulidse    | Shen Xue / Zhao Hongbo                     | Dorota Zagórska / Mariusz Siudek         |
| 2001 | St. Petersburg | Jelena Bereschnaja / Anton Sicharulidse    | Marija Petrowa / Alexei Tichonow           | Sarah Abitbol / Stéphane Bernadis        |
| 2002 | Moskau         | Shen Xue / Zhao Hongbo                     | Marija Petrowa / Alexei Tichonow           | Julija Obertas / Sergei Slawnow          |
| 2003 | Moskau         | Tatjana Totmjanina / Maxim Marinin         | Pang Qing / Tong Jian                      | Zhang Dan / Zhang Hao                    |
| 2004 | Moskau         | Zhang Dan / Zhang Hao                      | Julija Obertas / Sergei Slawnow            | Aljona Savchenko / Robin Szolkowy        |
| 2005 | St. Petersburg | Tatjana Totmjanina / Maxim Marinin         | Julija Obertas / Sergei Slawnow            | Dorota Zagórska / Mariusz Siudek         |
| 2006 | Moskau         | Aljona Savchenko / Robin Szolkowy          | Marija Petrowa / Alexei Tichonow           | Juko Kawaguti / Alexander Smirnow        |
| 2007 | Moskau         | Zhang Dan / Zhang Hao                      | Aljona Savchenko / Robin Szolkowy          | Juko Kawaguti / Alexander Smirnow        |
| 2008 | Moskau         | Zhang Dan / Zhang Hao                      | Juko Kawaguti / Alexander Smirnow          | Tetjana Wolossoschar / Stanislaw Morosow |
| 2009 | Moskau         | Pang Qing / Tong Jian                      | Juko Kawaguti / Alexander Smirnow          | Keauna McLauglin / Rockne Brubaker       |
| 2010 | Moskau         | Juko Kawaguti / Alexander Smirnow          | Narumi Takahashi / Mervin Tran             | Amanda Evora / Mark Ladwig               |
| 2011 | Moskau         | Aljona Savchenko / Robin Szolkowy          | Juko Kawaguti / Alexander Smirnow          | Stefania Berton / Ondřej Hotárek         |
| 2012 | Moskau         | Tatjana Wolossoschar / Maxim Trankow       | Wera Basarowa / Juri Larionow              | Caydee Denney / John Coughlin            |
| 2013 | Moskau         | Aljona Savchenko / Robin Szolkowy          | Wera Basarowa / Juri Larionow              | Kirsten Moore-Towers / Dylan Moscovitch  |
| 2014 | Moskau         | Xenija Stolbowa / Fjodor Klimow            | Jewgenija Tarassowa / Wladimir Morosow     | Kristina Astachowa / Alexei Rogonow      |
| 2015 | Moskau         | Xenija Stolbowa / Fjodor Klimow            | Juko Kawaguti / Alexander Smirnow          | Peng Cheng / Zhang Hao                   |
| 2016 | Moskau         | Aljona Savchenko / Bruno Massot            | Natalja Sabijako / Alexander Enbert        | Kristina Astachowa / Alexei Rogonow      |
| 2017 | Moskau         | Jewgenija Tarassowa / Wladimir Morosow     | Xenija Stolbowa / Fjodor Klimow            | Kristina Astachowa / Alexei Rogonow      |
| 2018 | Moskau         | Jewgenija Tarassowa / Wladimir Morosow     | Nicole Della Monica / Matteo Guarise       | Darja Pawljutschenko / Denis Chodykin    |
| 2019 | Moskau         | Alexandra Boikowa / Dmitri Koslowski       | Jewgenija Tarassowa / Wladimir Morosow     | Minerva-Fabienne Hase / Nolan Seegert    |
| 2020 | Moskau         | Alexandra Boikowa / Dmitri Koslowski       | Anastassija Mischina / Alexander Galljamow | Apollinarija Panfilowa / Dmitri Rylow    |
| 2021 | Sotschi        | Anastassija Mischina / Alexander Galljamow | Darja Pawljutschenko / Denis Chodykin      | Jasmina Kadyrowa / Iwan Baltschenko      |

### Eistanzen
| Jahr | Austragungsort | Gold                                    | Silber                                | Bronze                                       |
| ---- | -------------- | --------------------------------------- | ------------------------------------- | -------------------------------------------- |
| 1996 | St. Petersburg | Anschelika Krylowa / Oleg Owsjannikow   | Irina Lobatschowa / Ilja Awerbuch     | Elizabeth Punsalan / Jerod Swallow           |
| 1997 | St. Petersburg | Anschelika Krylowa / Oleg Owsjannikow   | Irina Lobatschowa / Ilja Awerbuch     | Tatjana Nawka / Nikolai Morosow              |
| 1998 | Moskau         | Anschelika Krylowa / Oleg Owsjannikow   | Irina Lobatschowa / Ilja Awerbuch     | Tatjana Nawka / Roman Kostomarow             |
| 1999 | St. Petersburg | Barbara Fusar-Poli / Maurizio Margaglio | Shae-Lynn Bourne / Victor Kraatz      | Sylwia Nowak / Sebastian Kolasiński          |
| 2000 | St. Petersburg | Barbara Fusar-Poli / Maurizio Margaglio | Irina Lobatschowa / Ilja Awerbuch     | Galit Chait / Sergei Sachnowski              |
| 2001 | St. Petersburg | Barbara Fusar-Poli / Maurizio Margaglio | Galit Chait / Sergei Sachnowski       | Elena Hruschyna / Ruslan Hontscharow         |
| 2002 | Moskau         | Irina Lobatschowa / Ilja Awerbuch       | Tatjana Nawka / Roman Kostomarow      | Albena Denkowa / Maxim Stawiski              |
| 2003 | Moskau         | Tatjana Nawka / Roman Kostomarow        | Tanith Belbin / Benjamin Agosto       | Galit Chait / Sergei Sachnowski              |
| 2004 | Moskau         | Tatjana Nawka / Roman Kostomarow        | Elena Hruschyna / Ruslan Hontscharow  | Federica Faiella / Massimo Scali             |
| 2005 | St. Petersburg | Tatjana Nawka / Roman Kostomarow        | Galit Chait / Sergei Sachnowski       | Oxana Domnina / Maxim Schabalin              |
| 2006 | Moskau         | Tanith Belbin / Benjamin Agosto         | Oxana Domnina / Maxim Schabalin       | Isabelle Delobel / Olivier Schoenfelder      |
| 2007 | Moskau         | Oxana Domnina / Maxim Schabalin         | Nathalie Péchalat / Fabian Bourzat    | Anna Zadorozhniuk / Sergei Verbillo          |
| 2008 | Moskau         | Jana Chochlowa / Sergei Nowizki         | Oxana Domnina / Maxim Schabalin       | Meryl Davis / Charlie White                  |
| 2009 | Moskau         | Meryl Davis / Charlie White             | Anna Cappellini / Luca Lanotte        | Jekaterina Rubljowa / Iwan Schefer           |
| 2010 | Moskau         | Jekaterina Bobrowa / Dmitri Solowjow    | Nóra Hoffmann / Maxim Zavozin         | Jelena Iljinych / Nikita Kazalapow           |
| 2011 | Moskau         | Meryl Davis / Charlie White             | Kaitlyn Weaver / Andrew Poje          | Jekaterina Bobrowa / Dmitri Solowjow         |
| 2012 | Moskau         | Tessa Virtue / Scott Moir               | Jelena Iljinych / Nikita Kazalapow    | Wiktorija Sinizina / Ruslan Schiganschin     |
| 2013 | Moskau         | Jekaterina Bobrowa / Dmitri Solowjow    | Kaitlyn Weaver / Andrew Poje          | Madison Chock / Evan Bates                   |
| 2014 | Moskau         | Madison Chock / Evan Bates              | Jelena Iljinych / Ruslan Schiganschin | Penny Coomes / Nicholas Buckland             |
| 2015 | Moskau         | Kaitlyn Weaver / Andrew Poje            | Anna Cappellini / Luca Lanotte        | Wiktorija Sinizina / Nikita Kazalapow        |
| 2016 | Moskau         | Jekaterina Bobrowa / Dmitri Solowjow    | Madison Chock / Evan Bates            | Kaitlyn Weaver / Andrew Poje                 |
| 2017 | Moskau         | Maia Shibutani / Alex Shibutani         | Jekaterina Bobrowa / Dmitri Solowjow  | Alexandra Stepanowa / Iwan Bukin             |
| 2018 | Moskau         | Alexandra Stepanowa / Iwan Bukin        | Sara Hurtado / Kirill Khaliavin       | Christina Carreira / Anthony Ponomarenko     |
| 2019 | Moskau         | Wiktorija Sinizina / Nikita Kazalapow   | Piper Gilles / Paul Poirier           | Sara Hurtado / Kirill Khaliavin              |
| 2020 | Moskau         | Wiktorija Sinizina / Nikita Kazalapow   | Tiffany Zahorski / Jonathan Guerreiro | Anastassija Skopzowa / Kirill Aljoschin      |
| 2021 | Sotschi        | Wiktorija Sinizina / Nikita Kazalapow   | Charlène Guignard / Marco Fabbri      | Laurence Fournier Beaudry / Nikolaj Sørensen |